# شفالی شاه
شفالی شاه (به انگلیسی: Shefali Shah) (زاده ۲۰ ژوئیه ۱۹۷۲) بازیگر هندی است.
از فیلم‌هایی که وی در آن نقش داشته‌است می‌توان به وقت اشاره کرد.

## فیلم‌شناسی
فهرست برخی از فیلم‌هایی که شفالی شاه در آن‌ها به ایفای نقش پرداخته‌است:
- وقت
- برادران
- رنگارنگ
- آخرین شاه‌لیر
- بگذار قلب بتپد
- گاندی، پدر من
- سیاه و سفید
- حقیقت
- کارتیک تماس کارتیک
- ۱۵ خیابان پارک
- عزیزان
- دکتر جی
- داستان‌های عجیب
- ما سه نفر
- گردهمایی